# Solenobia norvegica
Solenobia norvegica är en fjärilsart som beskrevs av Embrik Strand 1919. Solenobia norvegica ingår i släktet Solenobia och familjen säckspinnare. Inga underarter finns listade i Catalogue of Life.